# Karol Dobiaš
Karol Dobiaš (* 18. Dezember 1947 in Handlová, Tschechoslowakei) ist ein ehemaliger slowakischer Fußballspieler und Fußballtrainer.

## Spielerkarriere

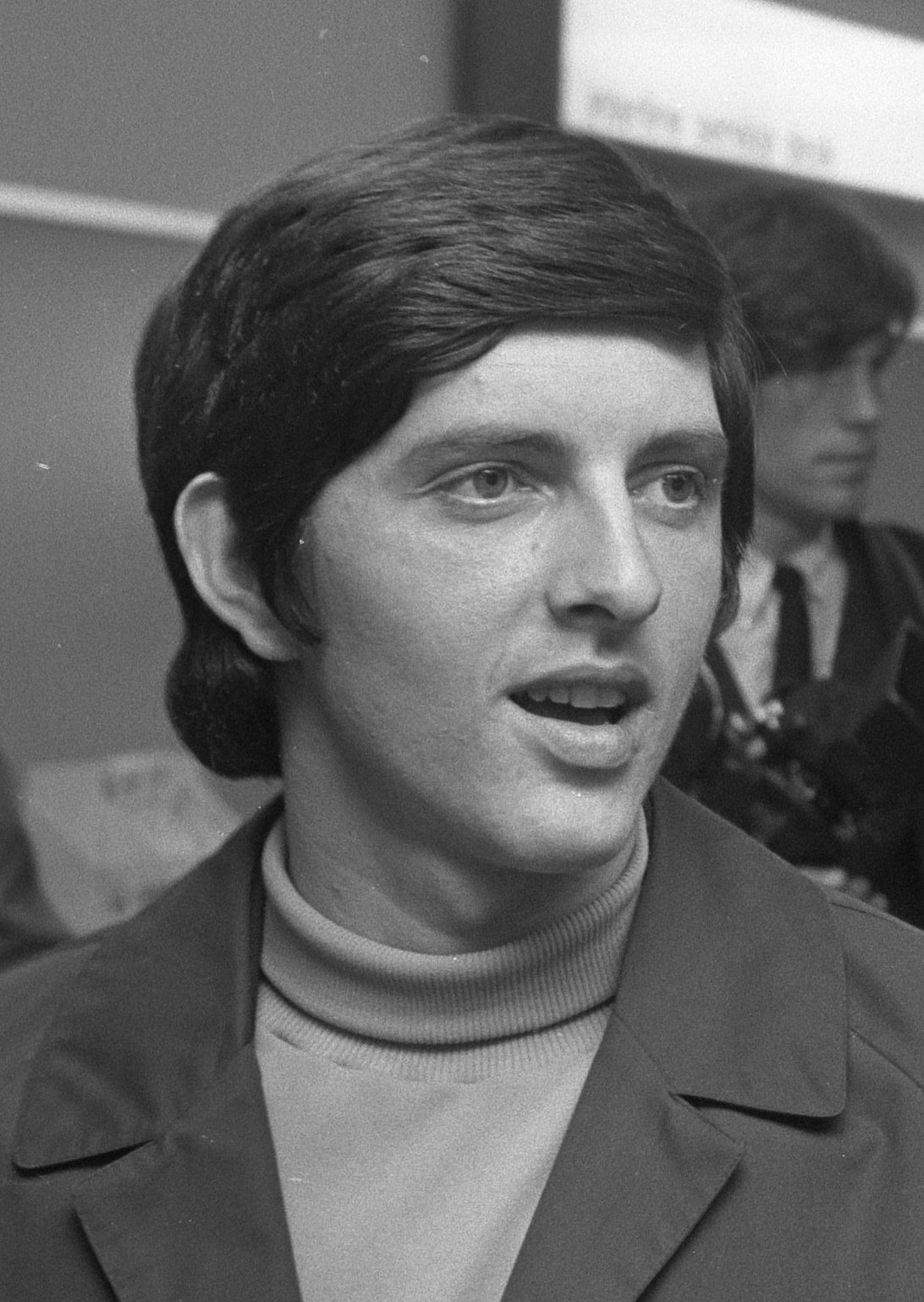
Karol Dobiaš (1969)

Karol Dobiaš spielte in seiner Jugend für Baník Handlová. 1965 wechselte er zu Spartak Trnava, mit dem er fünf Mal Tschechoslowakischer Meister und drei Mal Tschechoslowakischer Pokalsieger wurde. Der Abwehrspieler wurde 1970 und 1971 zum Tschechoslowakischen Fußballer des Jahres gewählt. 1977 wechselte er zu Bohemians Prag. In der Tschechoslowakischen Liga absolvierte Dobiaš 344 Spiele, in denen er 20 Tore schoss. 1980 durfte er ins Ausland wechseln und ging zum belgischen Klub KSC Lokeren. Seine Karriere beendete 1984 bei FC Heirnis Gent. 

### Nationalmannschaft
Karol Dobiaš debütierte in der Tschechoslowakischen Nationalmannschaft am 3. Mai 1967. Er war Teilnehmer an der Weltmeisterschaft 1970 in Mexiko, 1976 wurde er Europameister. Im Belgrader Finale gegen die Bundesrepublik Deutschland schoss er das zwischenzeitliche 2:0. Insgesamt spielte Dobiaš 67 Mal im Dress der Tschechoslowakei, zum letzten Mal am 26. März 1980, er schoss insgesamt fünf Tore. Fünf Mal führte er die Mannschaft als Kapitän aufs Feld. 

### Erfolge
- Tschechoslowakischer Meister 1968, 1969, 1971, 1972 und 1973
- Tschechoslowakischer Pokalsieger 1967, 1971 und 1975
- Europameister 1976

- Tschechoslowakischer Fußballer des Jahres 1970 und 1971

## Trainerkarriere
Seine Trainerlaufbahn begann Karol Dobiaš 1984 als Juniorentrainer bei Bohemians Prag. 1988/89 trainierte er den SK Hradec Králové, wurde aber nach dem 14. Spieltag entlassen. Im September 1990 übernahm er FC Zbrojovka Brünn (später BOBY Brno). Die Mannschaft stieg ab und schaffte mit Dobiaš den sofortigen Wiederaufstieg. Nach dem 23. Spieltag der Saison 1992/93 wurde er entlassen. 1993/94 war er Trainer bei Sparta Prag, mit dem er Tschechischer Meister wurde. Nach nur zwei Spielen 1994/95 wurde er auch hier entlassen. 
1995/96 trainierte Dobiaš kurzzeitig den kleineren Prager Verein SK Sparta Krč. Anschließend arbeitete er lange Zeit als Scout für Sparta Prag. 2003/04 wurde er Assistenztrainer bei Bohemians Prag, aber schon im Januar 2004 beendete der Verein die Zusammenarbeit.

### Erfolge
- Tschechischer Meister 1994

## Sonstiges
Karol Dobiaš lebt in Tschechien und besitzt außer der slowakischen auch die tschechische Staatsbürgerschaft. Zu seinen Spielerzeiten fiel er durch lange Haare und modische Extravaganz auf und galt als Teenie-Idol. Über Pavel Nedvěd soll er 1993 gesagt haben: „Aus dem wird nie etwas, er kann froh sein, wenn er bei Sparta Prag auf der Bank sitzt“.